# Ojeo
El ojeo es una forma de caza menor que principalmente se usa para la caza de la perdiz.
En ella, se ponen unos puestos de cazadores al final de una extensa zona, y en el otro extremo se ponen los ojeadores, que son unas personas provistas de pañuelos, palos, etc. para hacer ruido y asustar a los animales.
Con el sonido de una corneta comienzan a ir en dirección a los puestos de cazadores, a la vez que van haciendo salir a las perdices que se dirigen volando en dirección contraria. Así, los cazadores solo tienen que estar atentos a cuándo pasan los animales para abatirlos. El ojeo se da por concluido cuando se juntan ojeadores y cazadores. Se suele hacer un recuento de las piezas abatidas para que los propietarios del coto puedan hacer un control cinegético de las especies.
Los cazadores en sus puestos suelen esconderse tras un parapeto de caza para no ser vistos; suelen ir acompañados de una persona que se encarga de recargar la escopeta (normalmente llevan dos) así como de recoger las piezas abatidas una vez concluido el ojeo.
Los ojeadores llevan prendas de vestir fosforescentes que hacen que se les vea mucho y así se evitan posibles accidentes con los cazadores. En el momento en que son vistos, los cazadores deben declinar todo disparo hacia donde éstos se encuentran.
Este tipo de caza se realiza en grandes cotos, principalmente privados y gestionados por particulares. Este modelo solo se puede realizar un par de veces en cada coto pues si no acabaría con la especie.
Una forma similar existe en Inglaterra